# Georg Leberecht von Wilcke
Georg Leberecht Wilcke, ab 1755 von Wilcke, auch Wilke (* 6. März 1699 in Herzberg (Elster); † 2. Dezember 1761 in Dresden) war ein kursächsischer Hof- und Regierungsrat, Jurist, Kabinettsrat und Archivar. 

## Leben
Die Vorfahren stammen ursächlich aus Wittenberg. Georg Leberecht war Sohn des Georg Lebrecht Wilcke (* 30. Januar 1666 in Meißen; 18. Februar 1756 ebenda), Doctor theologiae, Superintendent und Domprediger in Meißen, und der Sophie Elisabeth Wildvogel (* 5. September 1676 in Dresden; † 21. Mai 1748 in Meißen). Sein Vater stammte von dem Pädagogen Johann Georg Wilcke und Maria Barthels aus Prettin ab. Seine Mutter war eine Tochter des Juristen Christian Wildvogel, Rechtskonsulent in Dresden und später Konsistorial- und Kommissionsrat des Herzogtums Merseburg in Halle (Saale), und seiner Frau Rebekka Alemann.
Wilcke studierte zunächst Jura und erlangte den Doktor der Rechte. 1726 wurde er herzoglicher sachsen-merseburgischer Rat und Kammersekretär, später Hofrat im Geheimen Kammerkollegium. 1729 heiratete er in Merseburg Catharina Elisabeth Streitel, Tochter des kursächsischen und fürstlichen Leibarztes Johann David Streitel.
Nachdem die Linie Sachsen-Merseburg 1738 ausgestorben war, wurde Wilcke kursächsischer titulierter Hof- und Justizrat. 1740 und 1745 war er Geheimer Referendar beim Reichsvikariatsgericht. Im November 1741 wurde er Wirklicher Hof- und Justizrat bei der Landesregierung.
Am 13. November 1755 wurde Georg Leberecht Wilcke nobilitiert (Reichsadel Wien) und hieß von da an „von Wilcke“. Seine kursächsische Anerkennung erfolgte am 20. Dezember 1755. Er war Herr auf Paußnitz bei Strehla.
Georg Leberecht von Wilcke war von 1753 bis zu seinem Tod im Jahr 1761 Direktor des Geheimen Archivs in Dresden.